# Ассоциация предприятий компьютерных и информационных технологий
Ассоциация предприятий компьютерных и информационных технологий (АПКИТ) — российское добровольное объединение юридических лиц — коммерческих организаций и деловых объединений, работающих в сфере информационных технологий и смежных областях. АПКИТ — некоммерческая организация, выражающая и защищающая интересы IT. Ассоциация представляет российский бизнес во всемирном альянсе национальных IT-объединений Всемирном альянсе ИТ-ассоциаций (WITSA), в Национальном совете по профквалификациям при Президенте РФ АПКИТ (как СПК-ИТ) отвечает за систему профквалификаций IT-отрасли. Также на базе АПКИТ в рамках Торгово-промышленной палаты создан Совет по развитию ИТ и цифровой экономики.

## История
Учредительное собрание Ассоциации предприятий компьютерных и информационных технологий состоялось 19 ноября 2001 года. Его участниками стали 35 ведущих компаний российского ИТ-рынка, в том числе 1С, 3Com, ABBYY, Aquarius, ARRAVA, Cable & Wireless, Cisco Systems, Cognitive Technologies, Compaq, Compulink, DPI, EDventure Holdings Inc., ELST, Hewlett-Packard, IBM, IBS, Intel, iТeco, Krafway Computers, Microsoft, Oracle, R-Style, Verysell, XEROX, АСК, АКСИТ, Белый Ветер, Диалог Наука, ИВК, Интерфейс, Корус АКС, Кречет, Лаборатория Касперского, Ланит, Марвел, МОНТ Дистрибуция, НПП НАМИП, Пирит и др. Целями новообразованной ассоциации были заявлены представление интересов российской ИТ-отрасли на внутреннем и внешнем рынках, создание условий для роста рынка, защита корпоративных интересов участников ИТ-бизнеса, организация конструктивного диалога с государством, выработка этических принципов для участников рынка и выстраивание отношений с другими организациями, имеющими схожие интересы и задачи. С самого начала АПКИТ представляла компании различного профиля: разработчиков ПО, дистрибьюторов компьютерной техники, российские офисы международных компаний. В некоторых секторах рынка члены АПКИТ совместно представляли до 70% рынка.
За годы работы АПКИТ стала значимым отраслевым лоббистом, роль которого отмечали как участники ИТ-рынка, так и представители власти, например, заместитель министра связи Марк Шмулевич. Ассоциация поддерживает устойчивые контакты с Государственной думой, Минобрнауки, Минкомсвязи, Минэкономразвития и другими ведомствами. В 2015 году исполнительный директор АПКИТ Николай Комлев вошёл в экспертный совет при комитете Государственной думы по информационной политике, ИТ и связи.

## Деятельность

### Исследования
- В 2004 году АПКИТ разработала для Министерства связи и массовых коммуникаций, которое возглавлял Леонид Рейман, «Концепцию развития ИТ-отрасли до 2010 года»[12][13].
- В 2010 году АПКИТ представила доклад «О стратегических направлениях развития индустрии информационных технологий (ИТ) в России» с оценкой сильных и слабых сторон российской IT-индустрии и потенциала её развития в 2011—2013 годах», посвящённый перспективам развития российского рынка ИТ и его проблемам. В числе последних были выделены высокая коррупция, неуважение к частной собственности и авторскому праву, низкий уровень правоприменения в ИТ-отрасли, неблагоприятный налоговый и таможенный режим, отсутствие последовательной государственной политики поддержки стратегически важных направлений ИТ, отсутствие законодательной базы для легального лоббизма и дефицит компетентных государственных управляющих. В позитивной части документа АПКИТ рекомендовала отдать приоритет совершенствованию системы госзаказа, который обеспечивает значительную долю оборота ИТ-рынка, но уязвим для коррупции, развивать инновационные зоны и венчурные инвестиции и совершенствовать регулирование и стандартизацию в ИТ[14][15].
- В 2012 году АПКИТ совместно с McKinsey & Company подготовила доклад «О мерах по развитию отрасли ИТ в Российской Федерации. Подход бизнес-сообщества», посвящённый стратегии развития ИТ-отрасли в России на 2012—2020 году. Документ был направлен в Мининформсвязи, Минобрнауки, Минэкономразвития и Минпромторг и другие ведомства с предложениями о дальнейшем использовании и возможной доработке с учётом интересов госструктур[16]. Позднее данные отчёта АПКИТ и McKinsey были в значительной степени использованы в стратегии развития IT-отрасли на 2014—2020 годы, представленной Мининформсвязи в ноябре 2013 года[17].

### Участие в законотворчестве
В 2013 году АПКИТ совместно с Минкомсвязи, Руссофтом, PricewaterhouseCoopers, Baker McKenzie и инвестфондом Baring Vostok Capital Partners разработала законопроект, положения которого упрощали предоставление опционов сотрудникам IT-компаний. Одной из важных новаций был отказ от трактовки опциона как финансового инструмента срочных сделок, а следовательно — освобождение сотрудника от расчёта и уплаты налога на его получение.

#### Отзывы на законодательные инициативы
- В 2011 году АПКИТ выступила с критикой введённого в 2010 году сбора в 1% с производителей и импортёров аудиотехники, видеотехники и носителей информации в пользу Российского союза правообладателей (РСП) Никиты Михалкова. Ассоциация указывала на то, что сбор противоречит Таможенному и Налоговому кодексам и предлагала приостановить действие постановления № 829 «О вознаграждении за свободное воспроизведение фонограмм и аудиовизуальных произведений в личных целях» от 14 октября 2010 года до приведения его в соответствие с законодательством и пересмотреть номенклатуру товаров, подпадающих под его действие. Свои доводы АПКИТ через Илью Пономарёва направил министру финансов Алексею Кудрину, главе Минюста Александру Коновалову и вице-премьеру Вячеславу Володину[19][20]. АПКИТ также удалось донести позицию IT-отрасли до премьер-министра Владимира Путина, который поручил рассмотрение вопроса Минэкономразвития[21].
- В 2014—2015 годах АПКИТ выступила против концепции «глобальной лицензии», предложенной РСП в качестве основания для взимания сбора в пользу правообладателей со всех пользователей Рунета и широко именовавшейся «налогом на интернет». Законопроект о введении сбора был подготовлен Минкультом и вынесен на обсуждение в конце 2014 года. По оценке АПКИТ, предложенный сбор противоречил подписанным Россией международным конвенциям, а его введение нанесло бы ущерб российскому рынку[22]. Совместно с Союзом операторов мобильной связи LTE ассоциация направила жалобу в Министерство цифрового развития, связи и массовых коммуникаций[23]. Минкомсвязи и другие ведомства дали законопроекту отрицательные отзывы, а летом законопроекту отказала в поддержке Администрация президента[24][25].
- Осенью—зимой 2014 года АПКИТ протестоваала против думского законопроекта о переносе вступления в силу закона о локализации персональных данных россиян на серверах на территории России с 1 сентября 2016 года на 1 января 2015. После того, как все фракции приняли законопроект в 2 чтениях, АПКИТ в письмах Госдуме, министру связи Николаю Никифорову и спикеру нижней палаты парламента Сергею Нарышкину указал на невыполнимость требований законов в столь короткий срок и ущерб, который перенос даты вступления закона в силу нанесёт ИТ-отрасли в частности и российской экономике в целом[26][27]. В октябре 2014 года АПКИТ совместно с АКОРТ, АКИТ, РАЭК, ФРИИ, Ассоциацией торговых компаний и товаропроизводителей электробытовой и компьютерной техники (РАТЭК) и Фондом информационной демократии через интернет-омбудсмена Дмитрия Мариничева направила Владимиру Путину предложение разрешить хранение данных на территории 63 стран, подписавших 108-ю конвенцию Совета Европы «О защите частных лиц в отношении автоматизированной обработки данных личного характера»[28]. После того, как в третьем чтении 17 декабря дата вступления закона в силу была перенесена на 1 сентября 2015 года, АПКИТ совместно с РАТЭК, АКОРТ, Содружеством производителей торговых марок «Русбренд» и Ассоциацией производителей парфюмерии, косметики, товаров бытовой химии и гигиены (АППИК БХ) обратилась к спикеру Совета Федерации Валентине Матвиенко с просьбой не давать закону одобрения[29]. В конечном счёте, Совфед одобрил предложения Госдумы, и 31 декабря 2014 года Владимир Путин утвердил новую дату вступления закона в силу[30].
- В октябре 2014 года АПКИТ выступила с критикой комплекса мер по импортозамещению в сфере ПО, который по поручению Владимира Путина и Дмитрия Медведева разработало Минкомсвязи. Предметом отдельной критики в открытом письме АПКИТ стали предложения по введению 10% сбора с продажи ПО для формирования фонда поддержки разработки отечественного ПО, отмене льгот по уплате НДС для разработчиков ПО в обмен на программы целевого финансирования импортозамещения в ИТ и созданию государственного фонда для поддержки разработчиков, получение средств из которого будет возможно в обмен на передачу государству блокирующего пакета[31]. АПКИТ отдельно упрекнула Минкомсвязи в отказе от диалога с организованной ИТ-индустрией и контрпродуктивных предложениях, которые в случае воплощения ударят по всем участникам рынка, увеличат стоимость ПО для потребителя, усугубят государственный контроль и нарушат ратифицированные Россией международные соглашения[32]. В ноябре к позиции АПКИТ присоединились другие объединения участников рынка ИТ — Руссофт, Ассоциация разработчиков программных продуктов «Отечественный софт», Российская ассоциация свободного программного обеспечения и Ассоциация защиты информации[33][34].

### Разработка профессиональных стандартов
С 2006 года АПКИТ ведёт инициативную разработку профессиональных стандартов в области информационных технологий.
В 2006—2008 годах Ассоциация совместно с Минобрнауки взяла на себя организационную роль в разработке 9 профессиональных стандартов, отражающих современные требования работодателей в ИТ. В апреле 2008 года АПКИТ представил результаты работы в сборнике нормативных документов рекомендательного характера, которые получили положительную оценку от профильных вузов и были официально одобрены Советом по МТ при министре информационных технологий и связи Леониде Реймане. На основе рекомендаций АПКИТ МГТУ совместно с ВШЭ разработали академический образовательный стандарт по программной инженерии, а МГУЭСИ — по прикладной информатике. В июле 2008 года разработанные АПКИТ профессиональные стандарты были утверждены Российским союзом промышленников и предпринимателей. Министр образования Андрей Фурсенко обещал, что профессиональные стандарты будут учтены при разработке федеральных государственных образовательных стандартов (ФГОС), но их внедрение, запланированное на 2010 год, не состоялось.
В 2012 году по инициативе Владимира Путина разработка профессиональных стандартов была возобновлена под эгидой Минтруда. Весной 2013 года АПКИТ выиграл ряд конкурсов Минтруда и консолидировал работу профессионального сообщества над 12 профессиональными стандартами: программист, архитектор ПО, специалист по тестированию в области ИТ, администратор баз данных, менеджер продуктов в ИТ, специалист по информационным ресурсам, менеджер по ИТ, специалист по информационным системам, руководитель проектов в области ИТ, руководитель разработки ПО, технический писатель и системный аналитик. В 2014 году эти стандарты были утверждены приказами Минтруда и зарегистрированы в Минюсте, а на базе АПКИТ был создан Совет по профессиональным квалификациям в области ИТ, в рамках работы которого были подготовлены рекомендации по актуализации ФГОС на основе профессиональных стандартов. Также на базе АПКИТ был создан аккредитационный совет для добровольной профессионально-общественной аккредитации вузовских образовательных программ в сфере ИТ СПК-ИТ.

### Разработка этических стандартов
Под эгидой АПКИТ были разработаны этические стандарты в области импорта ИКТ-оборудования и разработки ПО для информационной безопасности, предполагающие отказ от нечестных и незаконных методов конкуренции в целях формирования равных условий для всех участников рынка.
- В мае 2011 года на общем собрании АПКИТ была принята «Этическая хартия руководителей ИТ-компаний», очертившая правила поведения на рынке руководителей ИТ-компаний (порицание некорректных отзывов о конкурентах в СМИ, порицание прямого переманивания ключевых сотрудников и т.п.). За первый год её поддержали около 75 компаний. Хартия вызвала интерес и за пределами ИТ-рынка, в частности Российский союз ИТ-директоров (СоДИТ) предложил использовать её повсеместно[43].
- С начала 2010-х годов АПКИТ выступала против незаконной таможенной и налоговой оптимизации и призывала своих членов отказаться от этой практики. К апрелю 2015 года ассоциация достигла договорённостей с Федеральной налоговой службой и Федеральной таможенной службой и представила  «Этическую хартию бизнеса в сфере дистрибуции и импорта ИКТ-оборудования», первыми подписантами которой стали «Ланит», OCS, «Марвел», DNS, MICS, ELKO, Merlion и другие крупнейшие дистрибьюторы компьютерной техники[44]. Участники хартии заявили о стремлении «обелить» рынок дистрибуции и препятствовать распространению ввезённых с нарушениями товаров[45][46]. К концу 2015 года число подписантов достигло 60, а опрошенные профильными изданиями участники рынка отметили существенное сокращение серого импорта и выравнивание цен. По итогам 2015 ввозной НДС, совокупной уплаченный IT-дистрибьюторами, вырос в 6 раз в долларовом эквиваленте[47][48]. На II квартал 2017 года к хартии присоединились свыше 80 компаний[49].
- В 2016—2017 годах под эгидой АПКИТ была разработана «Хартия владельцев и руководителей компаний, работающих в области защиты информации и криптографии». В мае 2017 года её подписали 12 крупных ИБ-компаний: «Бизнес компьютерс групп», ИнфоТеКС, НПП «Гамма», «Код Безопасности», «Национальная компьютерная корпорация», «ЭЛВИС+», «Инфосистемы Джет», «Академия информационных систем», ГК ТОНК, «Центр информационной безопасности», «ЭлеСи» и Alladin. Подписанты взяли на себя обязательства по содействию правоохранительным органам в раскрытии преступлений, экспертной поддержке разработки нормативных актов в области защиты информации, согласились придерживаться честной конкуренции, бороться с коррупцией при заключении сделок и разрешать споры через отраслевые объединения[49].

#### Борьба с товарным рейдерством
В 2007 году АПКИТ возглавила борьбу ИТ-отрасли с товарным рейдерством — получившей распространение в середине 2000-х годов преступной схемой, в которую были вовлечены сотрудники МВД, Российского фонда федерального имущества (РФФИ) и аффилированные оценщики. Коррумпированные сотрудники правоохранительных органов под формальным предлогом арестовывали товар на складе компании в качестве вещественного доказательства и вымогали у предпринимателей взятки в размере 30—70% его стоимости либо при участии оценщиков, занижавших стоимость изъятого, сбывали его через аккредитованные РФФИ фирмы, которые выступали продавцом для легальных магазинов. За двухлетний период жертвами рейдеров стали десятки компаний, а продажа изъятого товара, по оценке Ассоциации торговых компаний и товаропроизводителей электробытовой и компьютерной техники (РАТЭК), принесла преступникам несколько десятков миллиардов долларов. В марте 2007 года АПКИТ и РАТЭК внесли в Государственную думу проект поправок, включающих запрет на конфискацию товара без решения суда, а в июле АПКИТ предложила участникам рынка присоединиться к  «Хартии руководителей ИТ-компаний по вопросам этики и защиты собственности». В июле хартию подписали более 50 компаний, которые обязались осуждать практику продажи незаконно конфискованного товара и по мере возможностей препятствовать его реализации. К концу 2007 года к хартии присоединились более 100 компаний.
В мае 2007 года АПКИТ уличила компанию «Ультра Электроникс» в реализации конфискованного товара компаний «Компоненты и системы» и «Санрайз». В июле органы следствия публично предъявили обвинения РФФИ, сотрудникам управления «К» МВД и отдела по борьбе с экономическими преступлениями УВД СЗАО Москвы. С началом расследования руководство «Ультры» признало продажу конфискованных товаров, согласилось отказаться от подобной практики и присоединилось к хартии АПКИТ. Однако в августе—ноябре в магазинах «Ультры» были вновь обнаружены товары, украденные у других участников рынка. АПКИТ призвал своих членов к полному прекращению деловых отношений с компанией. После письма АПКИТ большинство поставщиков отказались отпускать «Ультре» товары в кредит, что подорвало её финансовую устойчивость. К маю 2008 года «Ультра» закрыла последний магазин и прекратила операционную деятельность

### Конференции

#### IT-Summit
С 2003 года Ассоциация организует IT-Summit — ежегодную Конференцию для лидеров IT-рынка — владельцев и руководителей IT-компаний, руководителей инфраструктурных организаций, представителей госструктур, влияющих на условия бизнеса. Конференция включает в себя пленарные выступления, дискуссии в рамках круглых столов.

#### Образование
С 2003 года АПКИТ при поддержке Министерства образования и науки проводит всероссийскую конференцию «Преподавание информационных технологий в Российской Федерации». Конференция выступает площадкой для обмена опытом между учебными заведениями и ИТ-отраслью при участии государства. В мероприятиях принимают участие преподаватели и сотрудники вузов, колледжей и школ, представители научных учреждений и коммерческих компаний. В разные годы конференция проходила в Санкт-Петербурге, Перми, Казани, Воронеже, Москве, Саратове, Петрозаводске, Йошкар-Оле, Нижнем Новгороде и Архангельске в партнёрстве с региональными университетами.

## Члены
АПКИТ — крупнейшее некоммерческое объединение, представляющее российскую ИТ-отрасль. У ассоциации более 100 прямых и около 800 ассоциированных членов — крупнейшие в отрасли компании-разработчики и дистрибьюторы, системные интеграторы, российские офисы иностранных компаний и нишевые отраслевые ассоциации. В их числе 1С, ABBYY, AMD, Apple, Cisco, Dell, Google, Hewlett-Packard, IBM, IBS, Kraftway Computers, Microsoft, OLDI, Oracle, R-Style, SAP, Siemens PLM Software, Toshiba, Verysell, XEROX, «Ай-Теко», ИВК, «КонсультантПлюс», «КРОК», «Лаборатория Касперского», «Ланит», «Мерлион», «Марвел», «МОНТ», «Национальная компьютерная корпорация», «Открытые Технологии», «Яндекс» и другие компании в области разработки и внедрения программного обеспечения, дистрибуции, системной интеграции, сервисных услуг, производства компьютеров и оборудования, интернета, а также нишевые ассоциации (Ассоциация защиты информации (АЗИ), Некоммерческое партнерство поставщиков программных продуктов (НП ППП), АРПП «Отечественный софт», Ассоциация РУССОФТ, Ассоциация «Доверенная платформа», ИТ-кластер Сибири).

### Правление
Высшим органом управления АПКИТ является Общее собрание членов ассоциации, общее руководство в период между общими собраниями осуществляет постоянно действующих коллегиальный орган — Правление, которое избирается на Общем Собрании сроком на 1 год.